# Harold Becker
Harold Becker (Nova York, 25 de setembre de 1928) és un director de cinema i productor estatunidenc. Algunes de les pel·lícules que ha dirigit són El camp de cebes, Més enllà de l'honor, L'Impuls, Sea of Love, Malícia, City Hall: l'ombra de la corrupció i Mercury Rising.

## Biografia
Després d'estudiar art i fotografia al Pratt Institut, Becker va començar la seva carrera com a fotògraf, però més tard va provar de dirigir anuncis televisius, documentals i pel·lícules curtes. Becker va fer el seu debut al cinema el 1972 quan va dirigir The Ragman's Daughter amb Souter Harris.
Becker va guanyar el Premi d'Or al Festival de cinema Internacional Mannheim-Heidelberg per la seva pel·lícula curta Ivanhoe Donaldson.

## Filmografia

### com a director
- 1972: The Ragman's Daughter
- 1979: El camp de cebes (The Onion Field)
- 1980: The Black Marble
- 1981: Més enllà de l'honor
- 1985: La recerca
- 1987: Mà d'or (The Big Town)
- 1988: The Boost
- 1989: Sea of Love
- 1993: Malícia
- 1996: City Hall: l'ombra de la corrupció (City Hall)
- 1998: Code Mercury (Mercury Rising)
- 2001: Falsa identitat (Domestic Disturbance)

### com a productor
- 1972: The Ragman's Daughter
- 1993: Malícia
- 1996: City Hall: l'ombra de la corrupció (City Hall)
- 2001: Falsa identitat (Domestic Disturbance)